# Kościół Matki Boskiej Zwycięskiej w Chełmie
Kościół Matki Boskiej Zwycięskiej – polskokatolicki kościół parafialny w Chełmie należący do dekanatu lubelsko-chełmskiego diecezji warszawskiej.
Jest to murowana świątynia wzniesiona w 1928 roku jako kinoteatr „Corso". W 1947 roku została zakupiona przez parafię polskokatolicką i obecnie pełni funkcję kościoła parafialnego.
Kinoteatr posiadał widownię dla 600 osób. Dwukrotnie zmieniał swoją nazwę: w 1930 roku na "Słońce" i w 1936 roku na "Apollo". W dwudziestoleciu międzywojennym w kinoteatrze grane były również spektakle, w których uczestniczyły amatorskie grupy teatralne